# Eustacjusz (patriarcha Aleksandrii)
Eustacjusz – chalcedoński patriarcha Aleksandrii w latach 813–817.